# 方介
方介（1497年—？），字子和，直隸廬州府合肥縣人，軍籍，明朝政治人物。

## 生平
嘉靖七年（1528年）戊子科應天府鄉試第八十五名舉人。嘉靖十四年（1535年）中式乙未科會試第九十七名，登第三甲第一百二十四名進士。授浙江义乌县知县。官至处州府知府。

## 家族
曾祖方仲名；祖父方裕，曾任義官；父方簡，曾任歲貢生。母吳氏；繼母祁氏。慈侍下。弟念、任、合。